# Нахарар
Нахарар (на арменски: նախարար от партянски: naxvadār, Носител на първенство) е наследствена титла, давана на високопоставени благородници в древна и средновековна Армения. Според нахарарската система големи поземлени владения (нахарарства) се дават на цели семейства и биват управлявани от един от членовете на семейството, който е наричан нахарет (глава на семейството) или танутер (господар на дома). На свой ред останалите членове на нахарарското семейство управляват свои, по-малки дялове от общата земя. Нахарарите с особено голяма власт са наричани ишхани (принцове).
Всеки нахарар разполага със своя армия, чийто размер зависи от населението на земите му. Главният арменски военачалник, наричан спарабед, е излъчван измежду редиците на нахарарите.

## История
Смята се, че историята на нахарарството започва от езическите времената преди Армения да стане първата държава приела християнството за официална религия. В исторически хроники се споменава, че нахарари са плячкосали множество езически храмове по времето, когато страната приема християнството при царуването на Дърдат III Велики.
По време на войната между Персия и Византия в средата на 7 в. част от арменските нахарари преминават на страната на византийците и се установяват в Тракия и Македония.

## Разлики с феодалната система
Въпреки че често е приравнявана с феодалния строй нахарарската система има съществени различия с феодалната. Нахарарската земя, макар и управлявана от един човек, се притежава колективно от всички членове на нахарарското семейство. Така, ако нахарарът умре без да остави наследници, титлата отива в друг клон на семейството. Земя може да бъде отчуждавана само с позволението на цялото семейство. Това обстоятелство, заедно с дохристиянската религия, изповядвана в Армения, може да обясни относителната ендогамност на нахарарските семейства.
1. ↑  Армения и Иран[неработеща препратка] в Енциклопедия Ираника
2. ↑  "նախարար" in H. Ačaṙean (1926-35), Hayerēn Armatakan Baṙaran (Ереван), 2-ро издание, 1971-79
3. ↑  Kurkjian, Vahan M. A History of Armenia.   1958. ISBN 1604447710. с. 98.((en))
4. ↑  Общи сведения - Арменската общност в България //   Посолство на Армения в България. Посетен на 28 май 2015 г.